# АЭС Шо
АЭС Шо (фр. Centrale nucléaire de Chooz) — атомная электростанция, расположенная на территории коммуны Шо в департаменте Арденны, на берегу Мааса между Шарлевиль-Мезьером (в 55 км выше по течению) и Динаном (в 25 км ниже по течению). АЭС имеет 2 энергоблока, оснащённых водо-водяными реакторами N4 электрической мощностью 1 560 МВт.
Персонал АЭС составляет около 700 сотрудников. Эксплуатирующей организацией АЭС Шо является Électricité de France.

## Информация об энергоблоках
| Энергоблок     | Тип реакторов | Мощность | Мощность | Начало строительства | Подключение к сети | Ввод в эксплуатацию | Закрытие   |
| Энергоблок     | Тип реакторов | Чистый   | Брутто   | Начало строительства | Подключение к сети | Ввод в эксплуатацию | Закрытие   |
| -------------- | ------------- | -------- | -------- | -------------------- | ------------------ | ------------------- | ---------- |
| Шо-А (Арденны) | PWR           | 305 МВт  | 320 МВт  | 01.01.1962           | 03.04.1967         | 15.04.1967          | 30.10.1991 |
| Шо-Б-1         | PWR (N4)      | 1500 МВт | 1560 МВт | 01.01.1984           | 30.08.1996         | 15.05.2000          |            |
| Шо-Б-2         | PWR (N4)      | 1500 МВт | 1560 МВт | 31.12.1985           | 10.04.1997         | 29.09.2000          |            |